# 1. motorizirana divizija (Irak)
1. motorizirana divizija je motorizana divizija Iraške kopenske vojske, ki je podrejena Korpusu za hitro posredovanje.

## Zgodovina
Operacije in bitke
- Operacija Arbead II (2007)
- Operacija Phantom Thunder (2007)
- Bitka za Basro (2008)

## Organizacija
- Poveljstvo
- 1. bataljon specialnih sil (Faludža)
- 1. komando bataljon (Ramadi)
- 1. motorizirana brigada
- 2. motorizirana brigada
- 3. motorizirana brigada
- 4. motorizirana brigada
- 1. poljski inženirski polk
- 1. poljski artilerijski polk
- 1. lokacijsko poveljstvo (Habenaja)

- 1. bazna varnostna enota
- 1. vzdrževalna baza
- 1. motorizirani transportni polk

- 1. divizijski trenažni center (Habenaja)